# Pentidotea gracillima
Pentidotea gracillima là một loài chân đều trong họ Idoteidae. Loài này được Dana miêu tả khoa học năm 1854.